# 稲佐橋ランプ
稲佐橋ランプ（いなさばしランプ）は、長崎県長崎市幸町にある長崎県道112号長崎式見港線（都市計画道路浦上川線）のランプである。

## 概要
当初地下立体交差での整備予定だったが、2012年現在平面交差点である。

## 周辺
- 浦上川
- 稲佐橋
- ベストウエスタンプレミアホテル長崎

## 隣
都市計画道路浦上川線
尾上町ランプ - 稲佐橋ランプ - 茂里町ランプ